# リリ・ブーランジェ
リリ・ブーランジェ（Marie-Juliette Olga Lili Boulanger, 1893年8月21日 - 1918年3月15日）は、フランスの作曲家。

## 生涯
音楽一家に生まれる。祖父フレデリックはチェリストで、祖母ジュリエットは歌手。父エルネストはオペラ作曲家で、パリ音楽院でローマ大賞音楽部門に輝いた経歴を持つ。のち母校で声楽教師を務めた。母ライサは旧姓ムィシェツカヤといい、ロシアの公爵令嬢だった。結婚するまでエルネストとはパリ音楽院で師弟関係にあった。著名な音楽教師ナディア・ブーランジェはリリの姉である。
ブーランジェ夫妻の子供のうち健康で長寿を保ったのは第2子ナディアだけで、長女は生後まもなく急死、リリ自身も臓器に障害があって医師に短命を予告されていた。にもかかわらず2歳で神童ぶりを発揮し、家族によって英才教育をほどこされた。語学力と並んで楽器の演奏能力、とりわけ初見演奏に秀で、ピアノ、ヴァイオリン、チェロ、ハープを得意とした。
4歳の時から姉にくっつきパリ音楽院の講座にもぐり込み、音楽の知識を吸収。長じてリリ自身も正式の学生となり、オルガンをルイ・ヴィエルヌに師事しながら、音楽理論と作曲を最初は姉ナディアに、次いでポール・ヴィダルやジョルジュ・コサード、フォーレに学ぶ。フォーレはブーランジェ姉妹の父で同僚のエルネストと親しく、リリのことを幼児期から可愛がり、歌曲の楽譜をブーランジェ家に持ち込んでは、リリに演奏させていたという。1899年にエルネストが他界してからは、フォーレはブーランジェ姉妹にとって、父親代わりの役目も果たしていたようだ。
1913年にカンタータ『ファウストとエレーヌ』（Faust et Hélène）でローマ大賞を受賞した。これは、4度の受験の末に断念した、姉ナディアの苦渋と屈辱をリリが代わって雪いだ面もあり、一方ナディアも妹の力作を手引きしたようである。
リリ・ブーランジェの作品は、色彩的な和声と楽器法、歌詞への巧みな曲付けで名高い。また、幼くして老齢の父親の死を体験し、自らも常に死の影に脅かされていたことから、喪失感や不安、悲哀の感情も彼女の作品を特徴づけている。彼女の作品には、フォーレやドビュッシーへの理解が見受けられ、彼女の独創的な作品は、少なくともアルテュール・オネゲルに影響を及ぼした。
免疫系が冒される気管支肺炎を2歳で発症したのに始まり、ついには腸結核（現在では「クローン病」と呼ばれる）を併発して24歳で若い命を散らすまで、リリの生活と活動は宿痾に苛まれ続けた。
旅行を愛し、ローマ大賞受賞後にイタリアでいくつかの作品を完成させたほどだったが、健康の衰えのために帰国を余儀なくされた（一説には、リリの看護と世話のために付添い人が同行することを、留学先の施設管理者が理解しなかったためといわれる）。帰国後は、病身をなげうって、第一次世界大戦に従軍するフランス人兵士を支援するため、姉ナディアとともに文字通りに砕身粉骨した。
リリは最晩年も未完成の作品を仕上げるのに尽力したため、音楽的にみのり豊かな時期を迎えることができた。しかし、一生のうちの大半を費やした、メーテルランク原作のオペラ『マレーヌ姫』は完成させることができなかった。リリはアルカションで絶筆の「ピエ・イェズ」を口伝筆記で完成させた後、昏倒して永眠した。亡骸はパリのモンマルトル墓地に埋葬されている。

## 名前
- ブーランジェの愛称「リリ」はユダヤの伝承に登場するリリスに由来している。
- フルート奏者林リリ子（作曲家林光の従姉）の名はブーランジェにちなんでおり、さらにフラウト・トラヴェルソ奏者の前田りり子は林の名にあやかっていると言われる。
- フランスの天文学者ヴェニアミン・ジェコフスキーが1927年に発見した小惑星リリトは、ブーランジェの愛称にちなんで命名された[1]。

## 主要作品
- カンタータ『ファウストとエレーヌ』（Faust et Hélène） （1913年）
- 交響詩『哀しみの夜に』（D'un soir triste）（1917年 - 1918年）
- ヴァイオリン（またはフルート）とピアノのための『春の朝に』（D'un matin de printemps）（1917年 - 1918年）
- （ヴァイオリンと）ピアノのための『夜想曲 ヘ長調』『行列 ホ長調』
- ピアノ曲『暗い庭から』
- 詩篇 第24番（1916年）
- 詩篇 第130番（1910年 - 1917年）
- 古い仏陀の祈り
- ピエ・イエズ（1918年）
- （フランシス・ジャムの「悲しみ」による）連作歌曲集『空の晴れ間』（1913年）
※この曲名は原題 "Clairières dans le ciel" にリリ・ブーランジェがこめた意図をどう理解すべきかが難題で、訳名づくりにあたっては、さまざまな解釈が試みられている。ここでは書籍の訳に従うが、オンライン上では「空のひらけたところ」というやや天文学めいた訳が流布するようになっているほか、「雲の切れ目」とする音楽学者もいる。
- その他の歌曲・合唱曲

## 評伝・外部リンク
- The Life and Works of Lili Boulanger (ISBN 0838617964) / Léonie Rosenstiel
- 『女性作曲家列伝』（平凡社、1999年03月、ISBN 4-582-84189-9）
- 「空のひらけたところ」訳詞
- 作曲家リリー・ブーランジェ
- リリ・ブーランジェの楽譜 - 国際楽譜ライブラリープロジェクト